# Wydawnictwa Artystyczne i Filmowe
Wydawnictwa Artystyczne i Filmowe Spółka z o.o. (WAiF) – nieistniejące polskie wydawnictwo założone w 1959 w Warszawie w miejsce Filmowej Agencji Wydawniczej (powstałej w 1949). Wydawnictwo zakończyło działalność w 2006.

## Profil wydawnictwa
WAiF wydawały prace z dziedziny sztuk plastycznych, filmu, teatru i fotografii. Firma specjalizowała się też w reprintach książek historycznych. Do połowy lat 80. oficyna wydawała większość polskich czasopism artystycznych. Siedziba wydawnictwa znajdowała się w Warszawie przy ul. Puławskiej 61.